# 威格斯圖

一張正常人心臟的威格斯圖，顯示出了心動週期的各種變化。

威格斯圖（英語：Wiggers diagram），用於心臟生理學的標準圖，由卡尔·J·威格斯博士的名字命名，特色是將心臟生理的各種數據同時繪出，以便比較其中差異。
X軸是用來繪製時間，而Y軸通常會包含下列數值：
- 血壓
  - 主動脈壓
  - 心室壓力
  - 心房壓力
- 心室容積
- 心電圖
- 動脈血流（可選）
- 心音（可選）

透過顯示與比較這些值的協調的變化，可以很容易的說明這些值在心動週期之間的關係。